# Cyrtophora subacalypha
Cyrtophora subacalypha là một loài nhện trong họ Araneidae.
Loài này thuộc chi Cyrtophora. Cyrtophora subacalypha được Eugène Simon miêu tả năm 1882.